# Keep Up The Rhythm
«Keep Up The Rhythm» — дебютний альбом грецького ска-гурту «Koza Mostra», випущений лейблом Platinum Records 22 березня 2013 року.
7 березня 2014 року в Афінах в музичному клубі «Stage Volume 1» альбому надали статус платинового.
Пісня «Alcohol Is Free» у фіналі конкурсу Євробачення в Мальме посіла 6-те місце.

## Треки
1. Με τρελα (Me Trela) — 03:51
2. Alcohol Is Free (Eurovision Edition) — 02:54
3. Where We Belong — 06:17
4. Τραβα Μια Τζουρα (Trava Mia Tzoura) — 03:51
5. Και Λεγε Λεγε (Kai Lege Lege) — 04:23
6. Λιανοχορταρουδια (Lianoxortaroudia) — 02:32
7. K.U.T.R. (Keep up the Rhythm) — 03:44
8. Desire — 03:45
9. Alcohol Is Free (Original Version) — 06:17